# Heterophleps violescens
Heterophleps violescens là một loài bướm đêm trong họ Geometridae.